# Marquesado de Casa Hermosa
El marquesado de Casa Hermosa es un título nobiliario español creado por el rey Carlos III, con el vizcondado previo de San Carlos, en favor de Francisco José de Mesa y Ponte Pagés, capitán general del Cuzco en Perú, mediante real decreto del 10 de octubre de 1766 y real despacho expedido el día 30 del mismo mes.

## Historia de los marqueses de Casa Hermosa
- Francisco José de Mesa y Ponte Pagés (m. Madrid, 20 de mayo de 1802), I marqués de Casa Hermosa, capitán general del Cuzco, corregidor y teniente capitán en la provincia de Huaylas, gobernador y justicia mayor en la de Puno, caballero de la Orden de Santiago.[1][3]

Falleció soltero y sin descendencia. Le sucedió su hermano:
- Diego Antonio de Mesa y Ponte (1739-1821), II marqués de Casa Hermosa, coronel del regimiento de Güimar en 1792,[5] caballero de la Orden de Calatrava.[6]

Le sucedió:
- José Jacinto de Mesa, III marqués de Casa Hermosa, coronel del regimiento de Güimar en 1792.[5]

El 8 de septiembre de 1847 le sucedió:
- Elvira de Mesa y García (n. La Laguna, 8 de mayo de 1792), IV marquesa de Casa Hermosa.[7]

Casó con José García y Mesa, caballero de la Orden de Calatrava desde 1789. El 30 de agosto de 1871 le sucedió su hijo:
- José García y Mesa (n. La Laguna, 21 de julio de 1814), V marqués de Casa Hermosa, caballero de la Orden de Calatrava desde 1855.[7]

El 7 de diciembre de 1918, por rehabilitación, le sucedió:
- Emilia García-Mesa y Hernández-Leal (n. La Laguna, 1871), VI marquesa de Casa Hermosa.

El 31 de diciembre de 1957 le sucedió:
- Elvira García Mesa y Aguado de Palma, VII marquesa de Casa Hermosa.

Casó con Salvador Palma y Carrasco. El 6 de julio del 2000 le sucedió su hijo:
- Salvador García Palma, VIII marqués de Casa Hermosa.

El 24 de septiembre del 2009 le sucedió su hijo:
- Salvador Palma Rubín de Celis, IX marqués de Casa Hermosa.